# Alfred Eisfeld
Alfred Eisfeld (* 18. Mai 1951 in Uwa, Udmurtische ASSR, Russische SFSR, Sowjetunion) ist ein russlanddeutscher Historiker.

## Leben und Wirken
An der  Rheinischen Friedrich-Wilhelms-Universität Bonn (1975) und an der Ludwig-Maximilians-Universität München (1977) studierte Eisfeld Geschichte Ost- und Südosteuropas sowie Politik- und Zeitungswissenschaften. 1983 wurde er in München promoviert mit der Arbeit Deutsche Kolonien an der Wolga 1917–1919 und das Deutsche Reich. Von 1984 bis 1987 arbeitete er als wissenschaftlicher Mitarbeiter am Osteuropa-Institut München, danach bis 1988 als wissenschaftlicher Referent des Göttinger Arbeitskreises.
Seit 1988 ist er Geschäftsführer des Göttinger Arbeitskreises e.V. und seit 1990 Geschäftsführender Leiter des Instituts für Deutschland- und Osteuropaforschung des Göttinger Arbeitskreises e.V. Von 2002 bis 2010 leitete er die Abteilung Göttingen des Instituts für Kultur und Geschichte der Deutschen in Nordosteuropa e.V. (IKGN e.V.). Seit 2010 war er wissenschaftlicher Mitarbeiter am Standort Göttingen des IKGN e.V.
Eisfeld ist Experte für die Geschichte und Kultur der Deutschen im Russischen Reich, der Sowjetunion und der GUS, russische und sowjetische Nationalitätenpolitik, deutsch-russische und deutsch-ukrainische Beziehungen.
Seit 1996 ist er Vorsitzender der „Wissenschaftlicher Kommission für die Deutschen in Russland und in der GUS e.V.“, seit 1999 Beisitzer des Vorstandes der Stiftung Ostdeutscher Kulturrat, 1988–1993 stellvertretender Vorsitzender des Kulturrates der Deutschen aus Russland; seit 2010 wissenschaftlicher Berater der Stiftung Flucht, Vertreibung, Versöhnung; 2009–2013 Mitglied des Bundesvorstandes der Landsmannschaft der Deutschen aus Russland. Am 26. April 2022 wurde Eisfeld mit der Ehrenplakette des Bundes der Vertriebenen (BdV) gewürdigt.

## Schriften (Auswahl)
- Deutsche Kolonien an der Wolga 1917–1919 und das Deutsche Reich (= Veröffentlichungen des Osteuropa-Institutes München. Reihe Geschichte. Bd. 53). Harrassowitz, Wiesbaden 1985, ISBN 3-447-02511-5 (Zugl.: München, Universität, Dissertation).
- Die Deutschen in Rußland und in der Sowjetunion (= Eckartschriften. Heft 97, ZDB-ID 26407-6). Österreichische Landsmannschaft, Wien 1986.
- Die Russlanddeutschen (= Vertreibungsgebiete und vertriebene Deutsche. Bd. 2). Langen-Müller, München 1992, ISBN 3-7844-2382-5 (2., erweiterte und aktualisierte Ausgabe. ebenda 1999).
- mit Cathleen Naundorf und Klaus-Peter Walter, Begegnung mit dem Horizont: Die grosse Taiga (C.J. Bucher, München 1996).
- А. Т. Бектурова (Red.): Из истории немцев Кыргызстана, 1917–1999 гг. Сборник документов и материалов. Шам, Бишкек 2000, ISBN 5-7499-0169-6 (Aus der Geschichte der Deutschen Kyrgyzstans 1917–1999. Dokumente und Materialien.).
- Die Aussiedlung der Deutschen aus der Wolgarepublik 1941–1957 (= Osteuropa-Institut München. Mitteilungen. Nr. 50). Osteuropa-Institut, München 2003, ISBN 3-921396-86-7 (Digitalisat (PDF; 7,64 MB)).
- 200 Jahre Ansiedlung der Deutschen im Schwarzmeergebiet. LDR, Stuttgart 2003.
- als Redakteur mit Anderen: Немцы России. = Die Deutschen Russlands. Энциклопедия. Band 2: К – О. ЭРН, Москва 2004, ISBN 5-93227-002-0.
- als Herausgeber mit Otto Luchterhandt: Die Russlanddeutschen in den Migrationsprozessen zwischen den GUS-Staaten und Deutschland. 60 Jahre Göttinger Arbeitskreis e.V. (= Göttinger Arbeitskreis. Veröffentlichung. Nr. 519). Der Göttinger Arbeitskreis, Göttingen 2008, ISBN 978-3-9806003-8-5.
- als Herausgeber: Von der Autonomiegründung zur Verbannung und Entrechtung. Die Jahre 1918 und 1941 bis 1948 in der Geschichte der Deutschen in Russland (= Heimatbücher der Landsmannschaft der Deutschen aus Russland e.V. Sonderbd.). Landsmannschaft der Deutschen aus Russland e.V., Stuttgart 2008, ISBN 978-3-923553-29-7.
- Etappen eines langen Weges. Beitrag zur Geschichte und Gegenwart der Deutschen aus Russland. Bund der Vertriebenen, Bonn 2010, ISBN 978-3-925103-99-5.
- Einwanderung in das Wolgagebiet 1764 - 1767. Bd. 1. Kolonien Anton - Franzosen. 2. Auflage. Bearb. I. Pleve; Hrsg. A. Eisfeld. Saratov 2017.
- История и культура немцев Казахстана. Geschichte und Kultur der Deutschen Kasachstans. 2-е изд. Отв. ред. А. Айсфельд. 2. Auflage. Hrsg.: A. Eisfeld. Гёттинген - Алматы 2017. Göttingen-Almaty 2017. Russ., deutsch. ISBN 978-3-9818664-0-7.
- Vor dem Vergessen bewahren. Уберечь от забвения. Festschrift für Alfred Eisfeld zum 70. Geburtstag. Юбилейный сборник к 70-летию Альфреда Айсфельда. Herausgegeben im Auftrag des Göttinger Arbeitskreises e. V. von Olga Eisfeld und Olga Litzenberger. Подготовлен по поручению Гёттингенского исследовательского центра Ольгой Айсфельд и Ольгой Лиценбергер. Göttingen 2021. ISBN 978-3-9818664-2-1.
- Депортация немцев Украины 1941-1946 гг. Сборник документов. Deportation der Deutschen der Ukraine 1941-1946. Dokumentensammlung. Auswahl und Bearbeitung von A. Eisfeld, O. Eisfeld; Vorwort von A. Kudrjatschenko; Einführung von A. Kudrjatschenko und A. Eisfeld. Institut für Weltgeschichte der Nationalen Akademie der Wissenschaften der Ukraine. Der Göttinger Arbeitskreis e. V. Der Göttinger Arbeitskreis: Veröffentlichung Nr. 532. Kyiv 2021. russ., ukr. ISBN 978-966-02-9700-5.
- Einwanderung in das Wolgagebiet 1764-1767. Band 2. Kolonien Galka - Kutter. 2. Auflage. Bearb. I. Pleve; Hrsg. A. Eisfeld. Göttingen 2021. Deutsch, russ. ISBN 3-9806003-5-1.

## Videobeiträge
- Deutsche aus Russland im Interview: Dr. Dr. h. c. Alfred Eisfeld
- Akademische Viertelstunde mit Dr. Dr. h. c. Alfred Eisfeld
- Akademische Viertelstunde mit Dr. Dr. h. c. Alfred Eisfeld (Teil 2)
- Dr. Alfred Eisfeld über die Wanderausstellung "Deutsche in der Ukraine"